# Apatura iliella
Apatura iliella är en fjärilsart som beskrevs av Cabeau 1910. Apatura iliella ingår i släktet Apatura och familjen praktfjärilar. Inga underarter finns listade i Catalogue of Life.